# Comté de Washington (Oregon)
Pour les articles homonymes, voir Comté de Washington.
Le comté de Washington (anglais : Washington County) est un comté situé dans le nord-ouest de l'État de l'Oregon aux États-Unis. Il est nommé en l'honneur de George Washington, l'ancien président des États-Unis. Le siège du comté est Hillsboro. Selon le recensement de 2020, sa population est de 600 372 habitants.

## Géographie
Le comté a une superficie de 1 881 km², dont 1 874 km² est de terre. 

### Comtés adjacents
- Comté de Multnomah (est)
- Comté de Clackamas (sud-est)
- Comté de Columbia (nord)
- Comté de Yamhill (sud)
- Comté de Tillamook (ouest)
- Comté de Clatsop (nord-ouest)

### Principales villes
- Banks
- Beaverton
- Cornelius
- Durham
- Forest Grove
- Gaston
- Hillsboro
- King City
- Lake Oswego (la majorité de la ville est dans le comté de Clackamas)
- Portland (la majorité est dans le comté de Multnomah)
- North Plains
- Sherwood
- Tigard
- Tualatin